# Denison
Denison es una ciudad ubicada en el condado de Grayson en el estado estadounidense de Texas. En el Censo de 2010 tenía una población de 22 682 habitantes y una densidad poblacional de 373,5 personas por km². Se encuentra sobre la orilla derecha del río Rojo —un importante afluente del río Misisipi—, que la separa de Oklahoma.
En esta ciudad nació el 14 de octubre de 1890 Dwight D. Eisenhower, 34.º presidente de los Estados Unidos entre 1953 y 1961.

## Geografía
Denison se encuentra ubicada en las coordenadas 33°45′28″N 96°33′55″O / 33.75778, -96.56528. Según la Oficina del Censo de los Estados Unidos, Denison tiene una superficie total de 60.74 km², de la cual 59.56 km² corresponden a tierra firme y (1.94%) 1.18 km² es agua.

Ubicación de Denison en un mapa de la cuenca del río Rojo

### Localidades adyacentes
El siguiente diagrama representa las localidades cercanas en un radio de 16 km alrededor de Denison. 

## Demografía
Según el censo de 2010, había 22.682 personas residiendo en Denison. La densidad de población era de 373,46 hab./km². De los 22.682 habitantes, la población por razas se dividía en un 82,27% blancos, un 9,28% afroamericanos, un 2,06% amerindios, un 0,59% asiáticos, un 0,07% isleños del Pacífico, un 2,61% de otras razas y un 3,13% que pertenecían a dos o más razas. Del total de la población el 8,8% eran hispanos o latinos de cualquier raza.